# Gimat
Gimat [ʒimat] est une commune française située dans le sud-ouest du département de Tarn-et-Garonne, en région Occitanie.
Sur le plan historique et culturel, la commune est dans la Lomagne, une ancienne circonscription de la province de Gascogne ayant titre de vicomté, surnommée « Toscane française ».
Exposée à un climat océanique altéré, elle est drainée par la Gimone, la Baysole, le riou Grand, le ruisseau de Caravêche, le ruisseau de Maravat et par divers autres petits cours d'eau. La commune possède un patrimoine naturel remarquable composé d'une zone naturelle d'intérêt écologique, faunistique et floristique.
Gimat est une commune rurale qui compte 231 habitants en 2022.  Elle fait partie de l'aire d'attraction de Beaumont-de-Lomagne. Ses habitants sont appelés les Gimatois ou  Gimatoises.

## Géographie

### Localisation
Commune située en Lomagne sur l'ancienne route nationale 128, entre Beaumont-de-Lomagne et Mauvezin.

### Communes limitrophes
Les communes limitrophes sont  Auterive, Beaumont-de-Lomagne, Cumont, Esparsac, Faudoas, Glatens, Lamothe-Cumont et Marignac.
| Glatens        | Esparsac | Beaumont-de-Lomagne |
| Lamothe-Cumont | Gimat    | Auterive            |
| Cumont         | Marignac | Faudoas             |

### Hydrographie

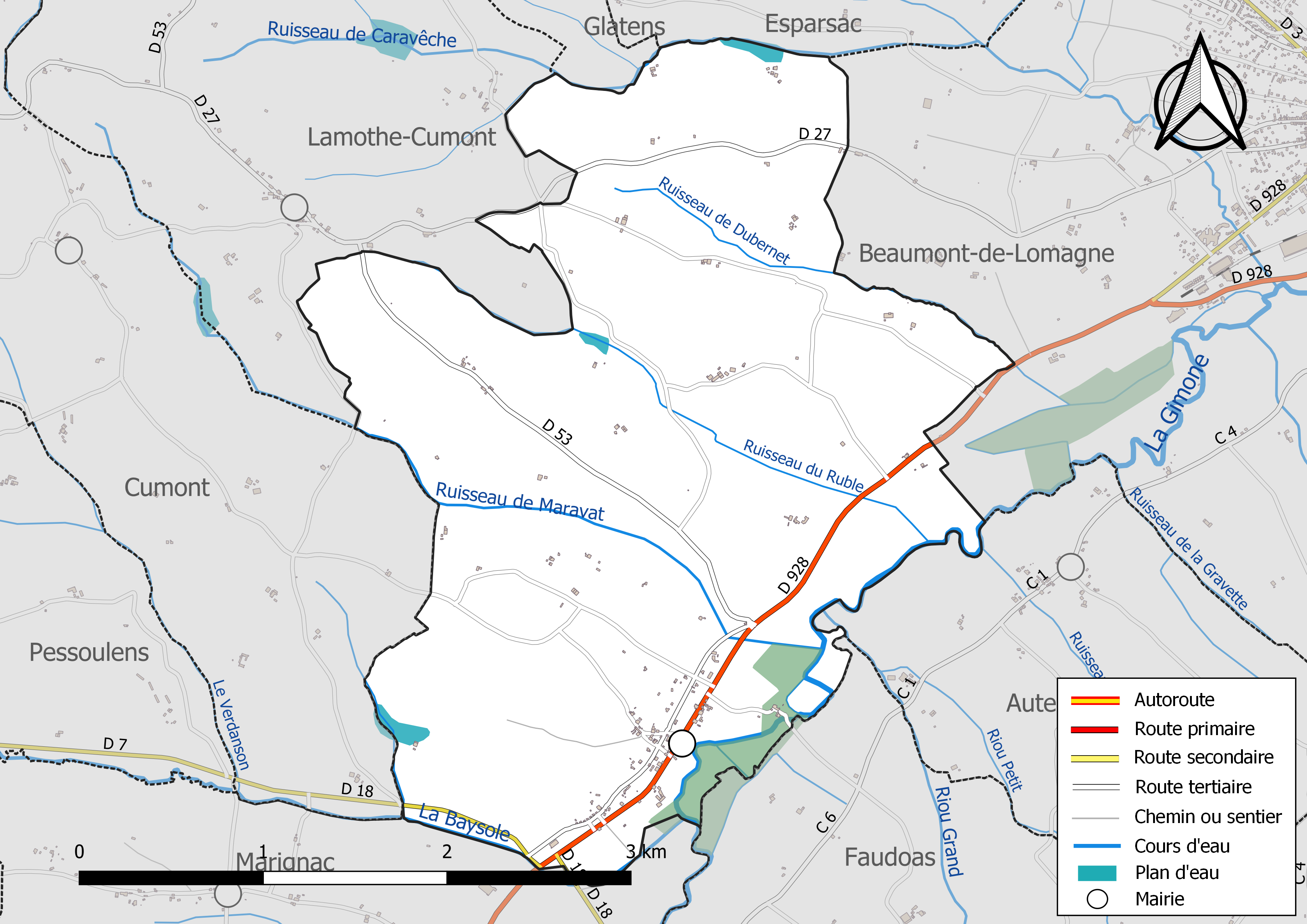
Réseaux hydrographique et routier de Gimat.

La commune est dans le bassin versant de la Garonne, au sein du bassin hydrographique Adour-Garonne. Elle est drainée par la Gimone, la Baysole, Riou Grand, le ruisseau de Caravêche, le ruisseau de Maravat, un bras de la Gimone, le ruisseau de Dubernet, le ruisseau du Ruble et par deux petits cours d'eau, constituant un réseau hydrographique de 13 km de longueur totale,.
La Gimone, d'une longueur totale de 136 km, prend sa source dans la commune de Saint-Loup-en-Comminges et s'écoule du sud vers le nord. Elle traverse la commune et se jette dans la Garonne à Castelferrus, après avoir traversé 54 communes.
La Baysole, d'une longueur totale de 10,2 km, prend sa source dans la commune de Castéron et s'écoule du nord-est au sud-ouest. Elle se jette dans la Gimone sur le territoire communal, après avoir traversé 7 communes.

### Climat
Pour des articles plus généraux, voir Climat de l'Occitanie et Climat de Tarn-et-Garonne.
En 2010, le climat de la commune est de type climat du Bassin du Sud-Ouest, selon une étude du Centre national de la recherche scientifique s'appuyant sur une série de données couvrant la période 1971-2000. En 2020, Météo-France publie une typologie des climats de la France métropolitaine dans laquelle la commune est exposée à un climat océanique altéré et est dans la région climatique Aquitaine, Gascogne, caractérisée par une pluviométrie abondante au printemps, modérée en automne, un faible ensoleillement au printemps, un été chaud (19,5 °C), des vents faibles, des brouillards fréquents en automne et en hiver et des orages fréquents en été (15 à 20 jours).
Pour la période 1971-2000, la température annuelle moyenne est de 13,1 °C, avec une amplitude thermique annuelle de 15,6 °C. Le cumul annuel moyen de précipitations est de 734 mm, avec 9,9 jours de précipitations en janvier et 5,8 jours en juillet. Pour la période 1991-2020, la température moyenne annuelle observée sur la station météorologique de Météo-France la plus proche, « Sérignac », sur la commune de Sérignac à 10 km à vol d'oiseau, est de 14,0 °C et le cumul annuel moyen de précipitations est de 690,5 mm. 
La température maximale relevée sur cette station est de 42,4 °C, atteinte le 24 août 2023 ; la température minimale est de −18,9 °C, atteinte le 16 janvier 1985,,.
Les paramètres climatiques de la commune ont été estimés pour le milieu du siècle (2041-2070) selon différents scénarios d'émission de gaz à effet de serre à partir des nouvelles projections climatiques de référence DRIAS-2020. Ils sont consultables sur un site dédié publié par Météo-France en novembre 2022.

### Milieux naturels et biodiversité

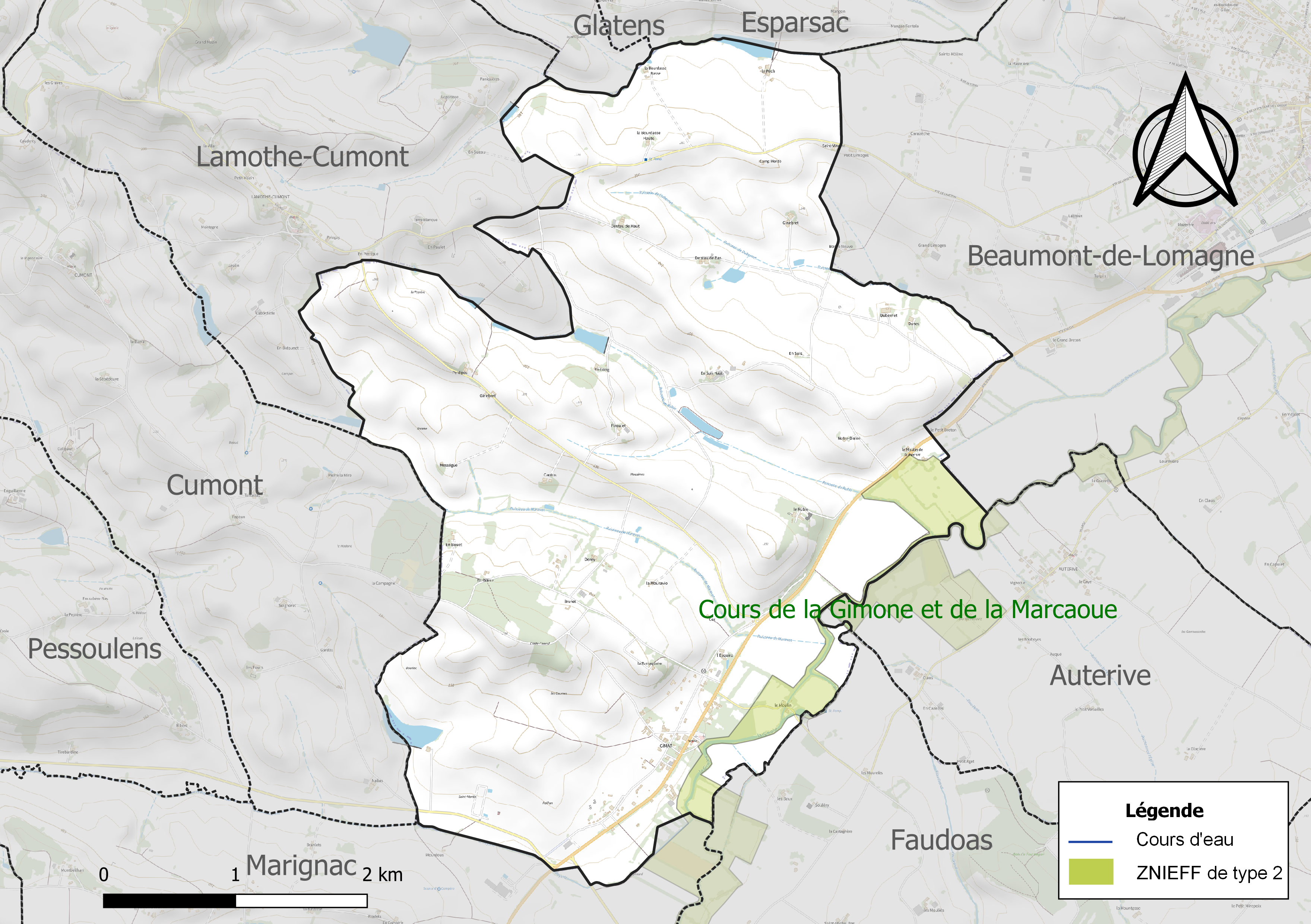
Carte de la ZNIEFF de type 2 localisée sur la commune.

L’inventaire des zones naturelles d'intérêt écologique, faunistique et floristique (ZNIEFF) a pour objectif de réaliser une couverture des zones les plus intéressantes sur le plan écologique, essentiellement dans la perspective d’améliorer la connaissance du patrimoine naturel national et de fournir aux différents décideurs un outil d’aide à la prise en compte de l’environnement dans l’aménagement du territoire.
Une ZNIEFF de type 2 est recensée sur la commune :
le « cours de la Gimone et de la Marcaoue » (3 085 ha), couvrant 60 communes dont cinq dans la Haute-Garonne, 37 dans le Gers, une dans les Hautes-Pyrénées et 17 dans le Tarn-et-Garonne.

## Urbanisme

### Typologie
Au 1er janvier 2024, Gimat est catégorisée commune rurale à habitat très dispersé, selon la nouvelle grille communale de densité à sept niveaux définie par l'Insee en 2022.
Elle est située hors unité urbaine. Par ailleurs la commune fait partie de l'aire d'attraction de Beaumont-de-Lomagne, dont elle est une commune de la couronne,. Cette aire, qui regroupe 11 communes, est catégorisée dans les aires de moins de 50 000 habitants,.

### Occupation des sols
L'occupation des sols de la commune, telle qu'elle ressort de la base de données européenne d’occupation biophysique des sols Corine Land Cover (CLC), est marquée par l'importance des territoires agricoles (98,2 % en 2018), une proportion identique à celle de 1990 (98,2 %). La répartition détaillée en 2018 est la suivante : 
terres arables (88,9 %), zones agricoles hétérogènes (6,4 %), prairies (2,9 %), forêts (1,8 %). L'évolution de l’occupation des sols de la commune et de ses infrastructures peut être observée sur les différentes représentations cartographiques du territoire : la carte de Cassini (XVIIIe siècle), la carte d'état-major (1820-1866) et les cartes ou photos aériennes de l'IGN pour la période actuelle (1950 à aujourd'hui).

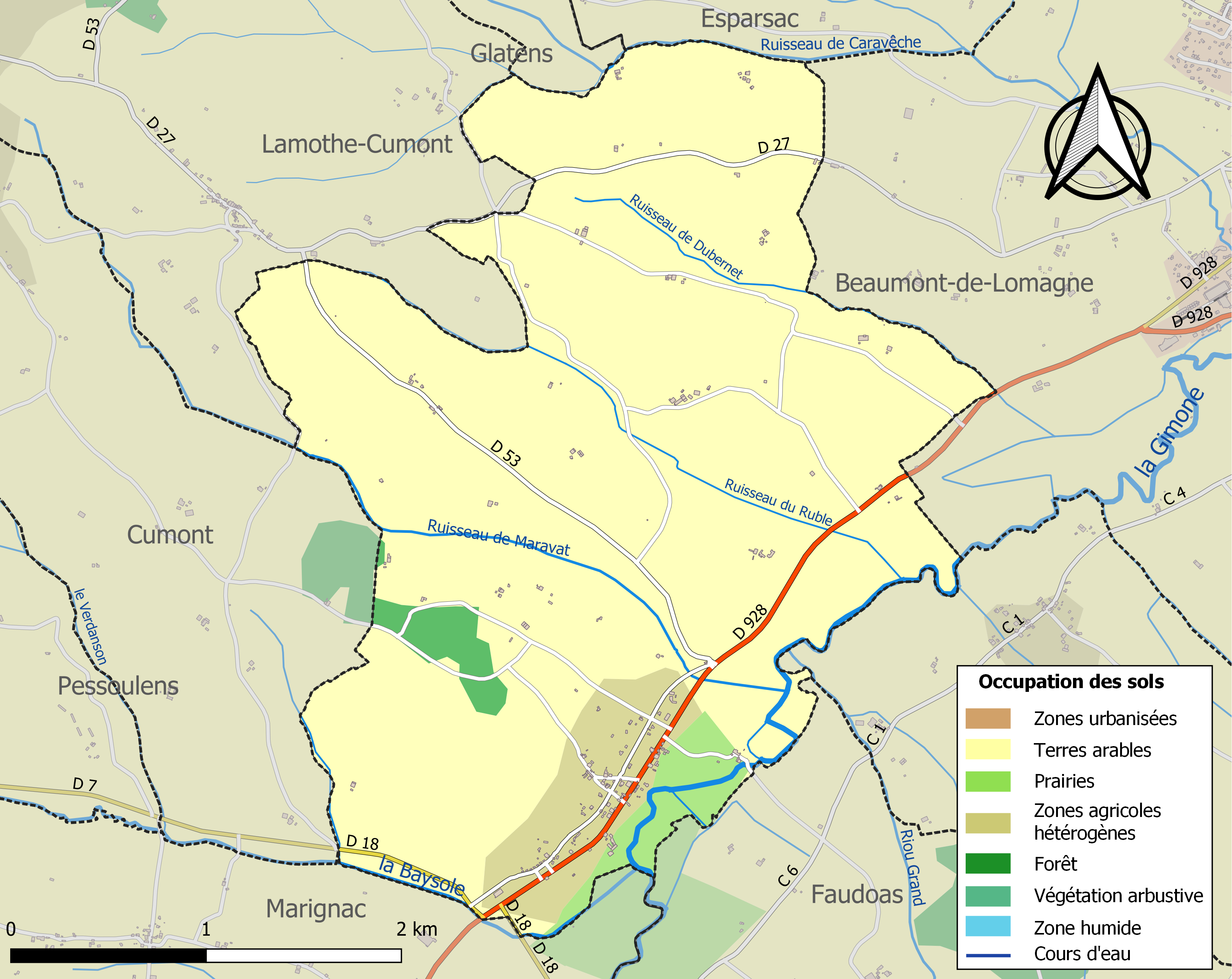
Carte des infrastructures et de l'occupation des sols de la commune en 2018 (CLC).

### Voies de communication et transports
La ligne 933 du réseau liO relie la commune à Montauban et à Auch.

### Risques majeurs
Le territoire de la commune de Gimat est vulnérable à différents aléas naturels : météorologiques (tempête, orage, neige, grand froid, canicule ou sécheresse), inondations, mouvements de terrains et séisme (sismicité très faible). Il est également exposé à deux risques technologiques,  le transport de matières dangereuses et la rupture d'un barrage. Un site publié par le BRGM permet d'évaluer simplement et rapidement les risques d'un bien localisé soit par son adresse soit par le numéro de sa parcelle.

#### Risques naturels
Certaines parties du territoire communal sont susceptibles d’être affectées par le risque d’inondation par débordement de cours d'eau, notamment la Gimone et la Baysole. La cartographie des zones inondables en ex-Midi-Pyrénées réalisée dans le cadre du XIe Contrat de plan État-région, visant à informer les citoyens et les décideurs sur le risque d’inondation, est accessible sur le site de la DREAL Occitanie. La commune a été reconnue en état de catastrophe naturelle au titre des dommages causés par les inondations et coulées de boue survenues en 1982, 1989, 1993, 1999, 2013 et 2015,.
Gimat est exposée au risque de feu de forêt. Le département de Tarn-et-Garonne présentant toutefois globalement un niveau d’aléa moyen à faible très localisé, aucun Plan départemental de protection des forêts contre les risques d’incendie de forêt (PFCIF) n'a été élaboré. Le débroussaillement aux abords des maisons constitue l’une des meilleures protections pour les particuliers contre le feu,.

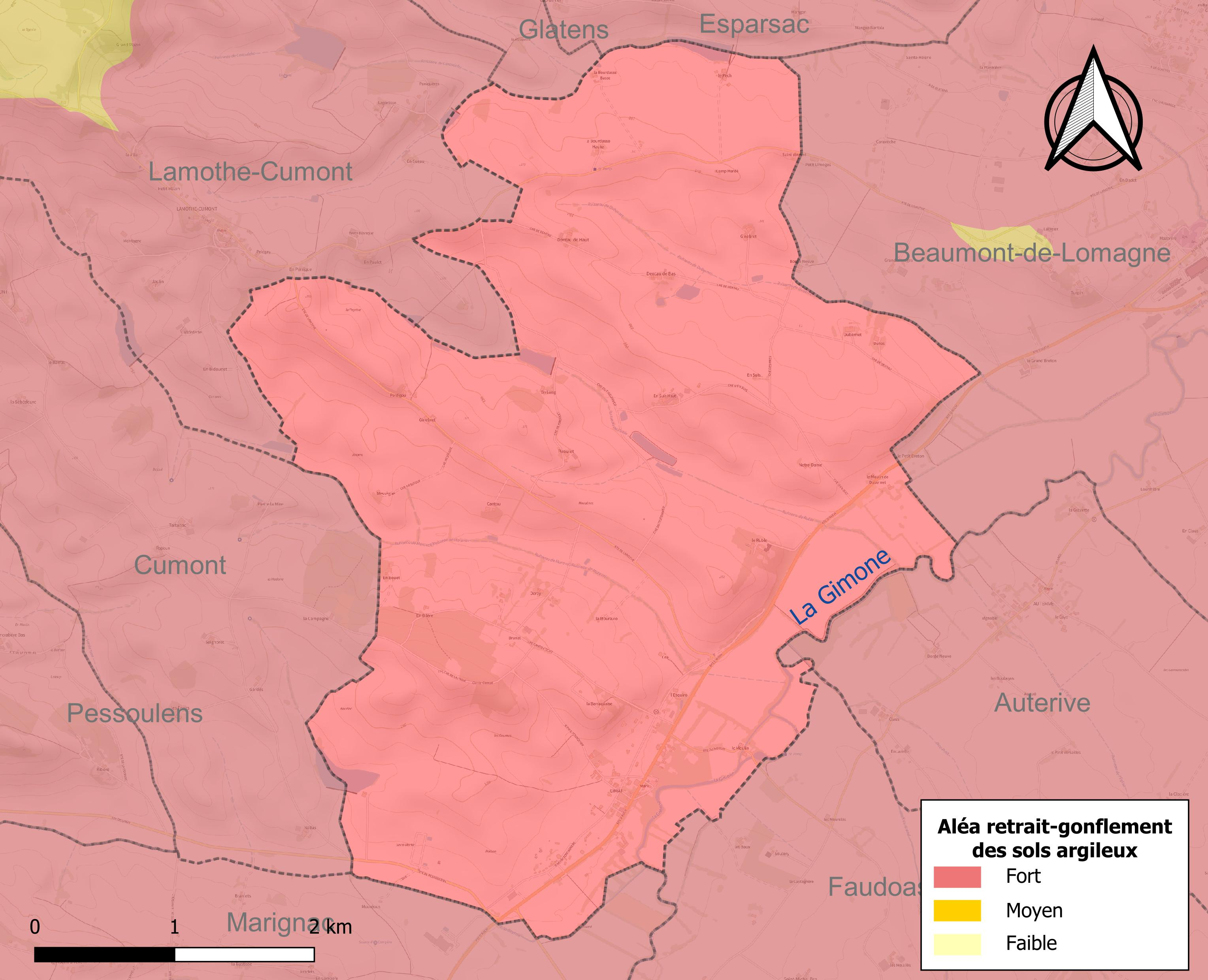
Carte des zones d'aléa retrait-gonflement des sols argileux de Gimat.

Les mouvements de terrains susceptibles de se produire sur la commune sont des tassements différentiels.
Le retrait-gonflement des sols argileux est susceptible d'engendrer des dommages importants aux bâtiments en cas d’alternance de périodes de sécheresse et de pluie. La totalité de la commune est en aléa moyen ou fort (92 % au niveau départemental et 48,5 % au niveau national). Sur les 93 bâtiments dénombrés sur la commune en 2019, 93 sont en aléa moyen ou fort, soit 100 %, à comparer aux 96 % au niveau départemental et 54 % au niveau national. Une cartographie de l'exposition du territoire national au retrait gonflement des sols argileux est disponible sur le site du BRGM,.
Par ailleurs, afin de mieux appréhender le risque d’affaissement de terrain, l'inventaire national des cavités souterraines permet de localiser celles situées sur la commune.
Concernant les mouvements de terrains, la commune a été reconnue en état de catastrophe naturelle au titre des dommages causés par la sécheresse en 1989, 1998, 2002, 2003 et 2009 et par des mouvements de terrain en 1999.

#### Risques technologiques
Le risque de transport de matières dangereuses sur la commune est lié à sa traversée par des infrastructures routières ou ferroviaires importantes ou la présence d'une canalisation de transport d'hydrocarbures. Un accident se produisant sur de telles infrastructures est susceptible d’avoir des effets graves sur les biens, les personnes ou l'environnement, selon la nature du matériau transporté. Des dispositions d’urbanisme peuvent être préconisées en conséquence.
La commune est en outre située en aval du barrage de la Gimone, un ouvrage de classe A  situé dans les départements de Haute-Garonne et du Gers sur la rivière Gimone et disposant d'une retenue de 25 millions de mètres cubes. À ce titre elle est susceptible d’être touchée par l’onde de submersion consécutive à la rupture d'un de ces ouvrages.

## Politique et administration
| Période                                  | Période                       | Identité             | Étiquette | Qualité                 |
| ---------------------------------------- | ----------------------------- | -------------------- | --------- | ----------------------- |
| 1793                                     | 1794                          | Jean Bousquet        |           |                         |
| 1794                                     | 1797                          | Pierre Duran         |           |                         |
| 1797                                     | 1807                          | Jean Coudoung        |           |                         |
| 1807                                     | 1815                          | Saint-Sardos-Pechey  |           |                         |
| 1815                                     | 1830                          | Jean Coudoung        |           |                         |
| 1830                                     | 1852                          | Jean-Pierre Coudoung |           |                         |
| 1852                                     | 1855                          | Jacques Capmartin    |           |                         |
| 1855                                     | 1860                          | Jean-Antoine Abadie  |           |                         |
| 1860                                     | 1888                          | Jean Coudoung        |           |                         |
| 1888                                     | 1918                          | Théodore Tartanac    |           |                         |
| 1918                                     | 1944                          | Edouard Dumouch      |           |                         |
| 1944                                     | 1989                          | Henri Fontagnere     |           |                         |
| 1989                                     | 2001                          | André Roujean        |           |                         |
| 2001                                     | 2008                          | Pierre Granier       |           | Fonctionnaire de l'État |
| mars 2008                                | En cours (au 16 juillet 2014) | Bernard Diana        | DVD       | Fonctionnaire de l'État |
| Les données manquantes sont à compléter. |                               |                      |           |                         |

## Démographie
| 1793 | 1800 | 1806 | 1821 | 1831 | 1836 | 1841 | 1846 | 1851 |
| ---- | ---- | ---- | ---- | ---- | ---- | ---- | ---- | ---- |
| 289  | 458  | 295  | 325  | 316  | 331  | 335  | 344  | 349  |

| 1856 | 1861 | 1866 | 1872 | 1876 | 1881 | 1886 | 1891 | 1896 |
| ---- | ---- | ---- | ---- | ---- | ---- | ---- | ---- | ---- |
| 345  | 333  | 340  | 299  | 320  | 318  | 300  | 320  | 305  |

| 1901 | 1906 | 1911 | 1921 | 1926 | 1931 | 1936 | 1946 | 1954 |
| ---- | ---- | ---- | ---- | ---- | ---- | ---- | ---- | ---- |
| 308  | 305  | 285  | 239  | 260  | 268  | 254  | 223  | 240  |

| 1962 | 1968 | 1975 | 1982 | 1990 | 1999 | 2006 | 2008 | 2013 |
| ---- | ---- | ---- | ---- | ---- | ---- | ---- | ---- | ---- |
| 208  | 199  | 164  | 133  | 135  | 182  | 176  | 172  | 208  |

| 2018 | 2022 | - | - | - | - | - | - | - |
| ---- | ---- | - | - | - | - | - | - | - |
| 235  | 231  | - | - | - | - | - | - | - |

## Économie

### Revenus
En 2018, la commune compte 85 ménages fiscaux, regroupant 217 personnes. La médiane du revenu disponible par unité de consommation est de 21 260 € (20 140 € dans le département).

### Emploi
|                | 2008  | 2013   | 2018   |
| -------------- | ----- | ------ | ------ |
| Commune        | 7,1 % | 10,6 % | 4,1 %  |
| Département    | 8,4 % | 10,2 % | 10,3 % |
| France entière | 8,3 % | 10 %   | 10 %   |

En 2018, la population âgée de 15 à 64 ans s'élève à 145 personnes, parmi lesquelles on compte 79,3 % d'actifs (75,2 % ayant un emploi et 4,1 % de chômeurs) et 20,7 % d'inactifs,. Depuis 2008, le taux de chômage communal (au sens du recensement) des 15-64 ans est inférieur à celui de la France et du département.
La commune fait partie de la couronne de l'aire d'attraction de Beaumont-de-Lomagne, du fait qu'au moins 15 % des actifs travaillent dans le pôle,. Elle compte 46 emplois en 2018, contre 38 en 2013 et 37 en 2008. Le nombre d'actifs ayant un emploi résidant dans la commune est de 110, soit un indicateur de concentration d'emploi de 42,2 % et un taux d'activité parmi les 15 ans ou plus de 64,4 %.
Sur ces 110 actifs de 15 ans ou plus ayant un emploi, 24 travaillent dans la commune, soit 22 % des habitants. Pour se rendre au travail, 80,9 % des habitants utilisent un véhicule personnel ou de fonction à quatre roues, 1,8 % les transports en commun, 3,6 % s'y rendent en deux-roues, à vélo ou à pied et 13,6 % n'ont pas besoin de transport (travail au domicile).

### Activités hors agriculture
24 établissements sont implantés  à Gimat au 31 décembre 2019.
Le secteur de la construction est prépondérant sur la commune puisqu'il représente 25 % du nombre total d'établissements de la commune (6 sur les 24 entreprises implantées  à Gimat), contre 14,9 % au niveau départemental.

### Agriculture
|               | 1988  | 2000 | 2010 | 2020 |
| ------------- | ----- | ---- | ---- | ---- |
| Exploitations | 24    | 15   | 11   | 6    |
| SAU (ha)      | 1 022 | 776  | 746  | 538  |

La commune est dans la Lomagne, une petite région agricole située dans le sud-ouest du département de Tarn-et-Garonne. En 2020, l'orientation technico-économique de l'agriculture  sur la commune est la polyculture et/ou le polyélevage. Six exploitations agricoles ayant leur siège dans la commune sont dénombrées lors du recensement agricole de 2020 (24 en 1988). La superficie agricole utilisée est de 538 ha,,.

## Culture locale et patrimoine

### Lieux et monuments
- Église Saint-Éparque de Gimat. L'édifice est référencé dans la base Mérimée et à l'Inventaire général Région Occitanie[37]. Plusieurs objets sont référencés dans la base Palissy[37].

### Personnalités liées à la commune
- Jacme Taupiac, né en 1939 à Gimat. Linguiste occitan.

## Pour approfondir